# (5848) Harutoriko
(5848) Harutoriko ist ein Asteroid im Hauptgürtel, der am 30. Januar 1990 von den japanischen Astronomen Masanori Matsuyama und Kazurō Watanabe an der Sternwarte in Kushiro (IAU-Code 399) im Osten der Insel Hokkaidō in Japan entdeckt wurde.
Benannt wurde der Asteroid nach dem See Lake Harutori an Rande der Stadt Kushiro in der Unterpräfektur Kushiro in Japan. 